# 1993 JL
1993 JL är en asteroid i huvudbältet som upptäcktes den 14 maj 1993 av de båda japanska astronomerna Seiji Ueda och Hiroshi Kaneda i Kushiro.
Asteroiden har en diameter på ungefär 4 kilometer och den tillhör asteroidgruppen Eunomia.